# Cẩm cù lông
Cẩm cù lông hay tú cù, hoa tù cù (danh pháp: Hoya villosa) là một loài thực vật có hoa trong họ La bố ma. Loài này được Costantin mô tả khoa học đầu tiên năm 1912.